# Dearborn (Missouri)
Dearborn és una població dels Estats Units a l'estat de Missouri. Segons el cens del 2000 tenia 529 habitants.

## Demografia
Segons el cens del 2000, Dearborn tenia 529 habitants, 230 habitatges, i 134 famílies. La densitat de població era de 237,5 habitants per km².
Dels 230 habitatges en un 30% hi vivien nens de menys de 18 anys, en un 43,5% hi vivien parelles casades, en un 8,7% dones solteres, i en un 41,7% no eren unitats familiars. En el 36,5% dels habitatges hi vivien persones soles el 18,7% de les quals corresponia a persones de 65 anys o més que vivien soles. El nombre mitjà de persones vivint en cada habitatge era de 2,3 i el nombre mitjà de persones que vivien en cada família era de 3,02.
Per edats la població es repartia de la següent manera: un 26,1% tenia menys de 18 anys, un 8,9% entre 18 i 24, un 25,9% entre 25 i 44, un 24% de 45 a 60 i un 15,1% 65 anys o més.
L'edat mediana era de 37 anys. Per cada 100 dones de 18 o més anys hi havia 84,4 homes.
La renda mediana per habitatge era de 34.861 $ i la renda mediana per família de 47.727 $. Els homes tenien una renda mediana de 34.500 $ mentre que les dones 24.808 $. La renda per capita de la població era de 17.537 $. Entorn del 4,3% de les famílies i l'11,4% de la població estaven per davall del llindar de pobresa.

## Poblacions més properes
El següent diagrama mostra les poblacions més properes.